# Eclissi solare del 9 marzo 1997

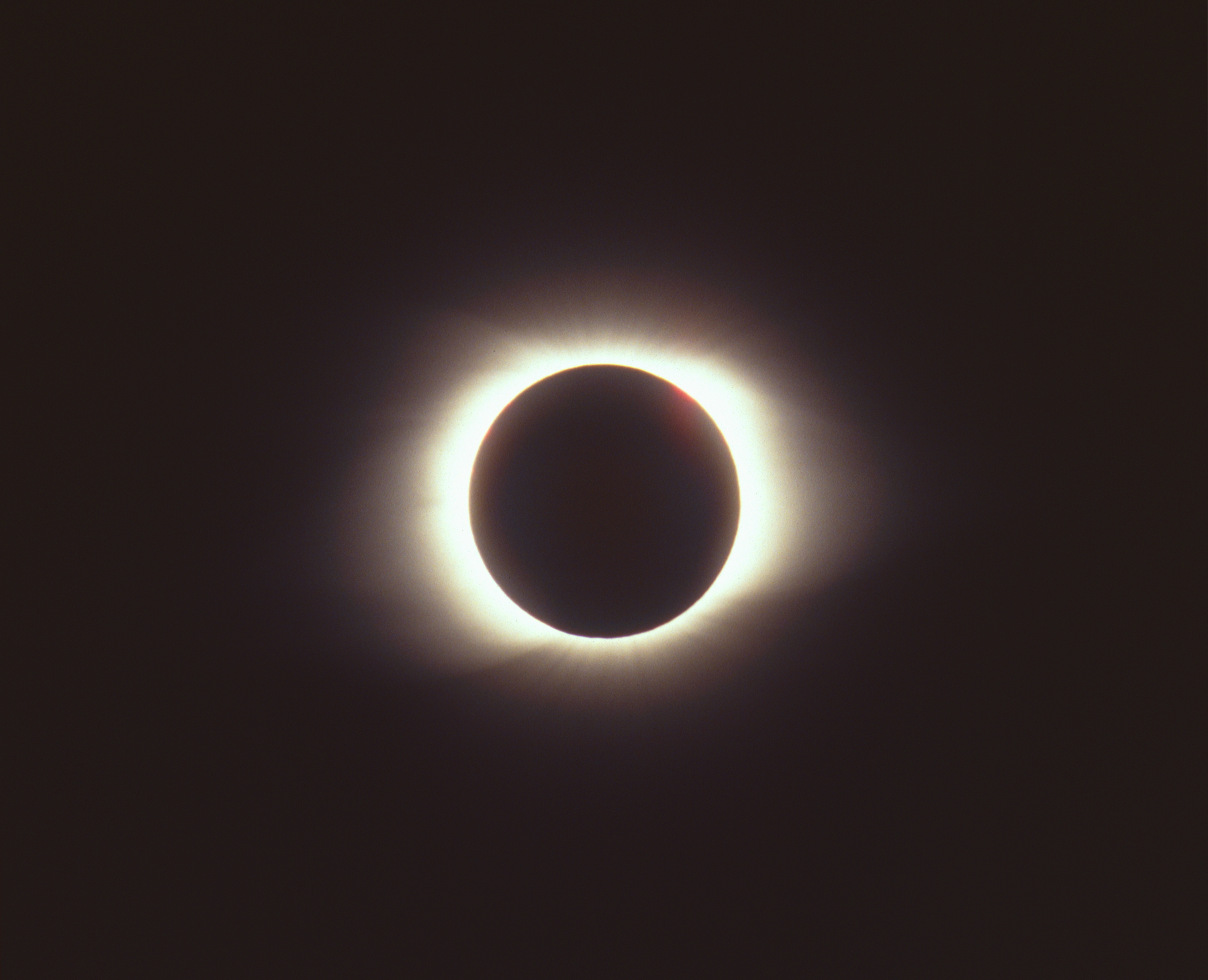
Foto dell'eclissi totale di sole scattata a Chita, in Russia

L'eclissi solare del 9 marzo 1997 è un evento astronomico che ha avuto luogo il suddetto giorno attorno alle ore 1.24 UTC.L'eclissi, di tipo totale, è stata visibile in alcune parti dell'Asia (Cina, Mongolia e Siberia) Russia e del Nord America (Alaska).
L'eclissi del 9 marzo 1997 è diventata la prima eclissi solare nel 1997 e la 219ª nel XX secolo. La precedente eclissi solare ha avuto luogo il 12 ottobre 1996, la seguente il 2 settembre 1997.
La durata della fase massima dell'eclissi è stata di 2 minuti. 50 secondi; Il punto di massima totalità è avvenuto in Russia non era lontano dai luoghi Chagda e Aim e l'ombra lunare sulla superficie terrestre raggiunse una larghezza di 356 km.

## Inusuale variazione gravitazionale
Durante questa eclissi sarebbe stata misurata una particolare Anomalia gravitazionale di circa 7×10−8 m/s² a cui non si è riusciti a dare spiegazione definitiva.

## Eclissi correlate

### Eclissi solari 1997 - 2000
Questa eclissi è un membro di una serie semestrale. Un'eclissi in una serie semestrale di eclissi solari si ripete approssimativamente ogni 177 giorni e 4 ore (un semestre) in nodi alternati dell'orbita della Luna.

### Ciclo di Saros 120
Questa eclissi fa parte del ciclo di Saros 120, che si ripete ogni 18 anni, 11 giorni, contenente 71 eventi. La serie iniziò con un'eclissi solare parziale il 27 maggio 933 d.C. e comprese anche un'eclissi anulare l'11 agosto 1059. L'eclissi ibrida si manifestò per tre date: dall'8 maggio 1510 al 29 maggio 1546; inoltre comprende eclissi totali dall'8 giugno 1564 fino al 30 marzo 2033. La serie termina al membro 71 con un'eclissi parziale il 7 luglio 2195. La durata più lunga di una totale nel ciclo è stata di 2 minuti e 50 secondi il 9 marzo 1997. Tutte le eclissi di questa serie si verificano nel nodo discendente della Luna.